# Phenakospermum
Phenakospermum is een geslacht uit de familie Strelitziaceae. Het geslacht telt een soort die voorkomt in tropisch Zuid-Amerika, in de landen Suriname, Frans-Guyana en in het oostelijke Amazonegebied in Brazilië.

## Soorten
- Phenakospermum guyannense (A.Rich.) Endl. ex Miq.

Phenakospermum · 
Ravenala · 
Strelitzia